# Гвардейское (Хмельницкая область)
Гварде́йское (укр. Гвардійське), до 1946 года Фельштин — село в Хмельницком районе Хмельницкой области Украины.
Население по переписи 2001 года составляло 2371 человек. Почтовый индекс — 31352. Телефонный код — 3822. Занимает площадь 3,734 км². Код КОАТУУ — 6825081501.

## История
В 1584 году воевода подольский Николай Гербурт основал местечко Фельштын, где построил деревянный оборонный замок. Название местечка происходило от названия местности, откуда происходил род Гербуртов — Фульштын в Моравии (Чехия). Местечко было заложено на месте уничтоженного татарами поселения Доброгоща. Гербурт исхлопотал у Стефана Батория Магдебургское право для Фельштына. Гербурт также построил костёл, который потом разрушили турки.
Возле села расположен один из триангуляционных пунктов геодезической дуги Струве — памятника Всемирного наследия ЮНЕСКО.
В 1946 г. указом ПВС УССР село Фельштин переименовано в Гвардейское.

## Местный совет
31352, Хмельницкая обл., Хмельницкий р-н, с. Гвардейское, ул.Соборная, 27.